# Акцентуация
Акцентуа́ция, акцентуа́ция хара́ктера, акцентуа́ция ли́чности, акцентуи́рованная ли́чностная черта́ (от лат. accentus — ударение) — находящаяся в пределах клинической нормы особенность характера (в других источниках — личности), при которой отдельные его черты чрезмерно усилены, вследствие чего обнаруживается избирательная уязвимость в отношении одних психогенных воздействий при сохранении хорошей устойчивости к другим. Акцентуации не являются психическими расстройствами, но по ряду своих свойств схожи с расстройствами личности, что позволяет делать предположения о наличии между ними связи.

## История понятия
Термин «акцентуация» в 1964 году в работе под названием «Нормальные и патологические личности» ввёл немецкий психиатр Карл Леонгард, который употреблял его в словосочетаниях «акцентуированная личность» и «акцентуированная черта личности». Он описывает акцентуации как чрезмерно усиленные индивидуальные черты личности, обладающие тенденцией к переходу в патологическое состояние в неблагоприятных условиях. Леонгард характеризует акцентуации как «отклонение от нормы», но замечает, что, по его мнению, «население Берлина — это на 50 % акцентуированные личности и на 50 % — стандартный тип людей». Он разработал также свою классификацию акцентуаций (см. «Классификация акцентуаций Леонгарда»), в которой можно видеть значительное влияние психоаналитических представлений о типологии психических расстройств.
В 1977 году Андрей Евгеньевич Личко на основе работ Леонгарда и классификации психопатий Петра Борисовича Ганнушкина развил концепцию и начал использовать словосочетание «акцентуация характера», считая личность слишком комплексным понятием для акцентуаций. Разработанная им типология (см. «Классификация акцентуаций Личко») имеет явную привязку к классификации психопатий Ганнушкина и, кроме того, предназначена только для подросткового возраста.
На данный момент, с переходом российской психиатрии на МКБ-10, классификация психопатий Ганнушкина устарела, и акцентуации, для удобства работы, часто классифицируются исходя из международной типологии расстройств личности либо из психоаналитических типологий личностных расстройств, хотя и такой подход не является строгим или признанным научным сообществом.
Акцентуация в МКБ-10 классифицируется как одна из проблем, связанных с трудностями поддержания нормального образа жизни (Z73). В данной классификации к диагнозу «акцентуация личностных черт» (Z73.1) относится поведенческий паттерн под названием «поведение типа А», характеризующийся необузданными амбициями, стремлением к высоким достижениям, а также нетерпеливостью с ощущением неотложности.

## Сущность и границы понятия
Нормальное состояние психики может плавно перетекать в акцентуацию, которая, в свою очередь, постепенно переходит в психопатию или расстройство личности. Это звенья одной цепи, объединённые общими процессами с разной степенью выраженности. На данный момент классификация акцентуации и психопатии имеет чисто описательный (феноменологический) характер и не отражает сути формирующего их психического процесса. Поэтому за основу классификации нужно брать не внешние поведенческие проявления акцентуаций и психопатий, а основные элементы психики и модели мира (как части психики), которые напрямую участвуют в образовании всех акцентуаций и психопатий.
А. Е. Личко разрабатывал свою концепцию и диагностические методы исключительно для работы с подростками, из-за чего иногда можно встретить утверждения других авторов, что понятие акцентуации применимо только к подростковому возрасту. Однако сам он нигде не ограничивает область применения этого понятия и говорит только об области применения своих теоретических и практических разработок. В дальнейшем он применил свои разработки и развил концепцию в отношении взрослых.

## Связь акцентуаций с расстройствами личности и отличия
Понятие «акцентуация» близко к понятию «расстройство личности». Основным отличием является то, что три основные характеристики расстройства личности (влияние на все сферы жизни человека, стабильность во времени, социальная дезадаптация) никогда не присутствуют в акцентуации одновременно:
1. Акцентуированный человек может специфически реагировать на специфические психогенные воздействия, но только на них, в то время как человек с расстройством личности на любые психогенные воздействия реагирует в соответствии с особенностями своего расстройства (влияние на все сферы жизни).
2. Акцентуации могут наиболее ярко проявляться только в течение определённого периода жизни человека (например, подросткового периода) и обычно сглаживаются со временем, в то время как для расстройств личности характерно появление на ранних периодах жизни и стабильность или усиление проявлений в течение жизни (стабильность во времени).
3. Акцентуации могут не приводить к социальной дезадаптации вообще или приводить к ней лишь на непродолжительное время, в то же время расстройства личности мешают такой адаптации постоянно (социальная дезадаптация).

В отличие от расстройства личности (устар. «конституциональной психопатии»), акцентуация характера приводит к дезадаптации только в некоторых ситуациях. Расстройство личности же — это тяжёлое нарушение характерологической конституции и поведенческих тенденций, почти всегда сопровождающееся дезадаптацией. 
При акцентуации особенности проявляются не везде и не всегда, в противовес расстройствам личности. Дезадаптивные черты проявляются лишь иногда в определённых условиях, при тяжёлых жизненных ситуациях или психических травмах. При расстройстве личности же патологические черты характера тотальны и относительно стабильны. 
Хотя специально это обычно не подчёркивается, можно видеть, что понятие «акцентуация» определяется через понятие «расстройство личности» («психопатия») и вторично по отношению к нему. Из утверждений Личко об отличиях акцентуаций от расстройств личности можно сделать вывод, что во всём остальном они схожи.

## Степени выраженности
А. Е. Личко выделяет две степени выраженности акцентуаций:
1. Явная акцентуация — крайний вариант нормы. Акцентуированные черты характера достаточно выражены в течение всей жизни. Компенсации не происходит даже при отсутствии психических травм.
2. Скрытая акцентуация — обычный вариант нормы. Акцентуированные черты характера проявляются в основном при психических травмах, но не приводят к хронической дезадаптации[1].

## Классификация акцентуаций
Сравнительная таблица типов акцентуации личности и характера:
| Акцентуации личности (К. Леонгард, 1964) | Акцентуации характера (А. Е. Личко, 1977) |
| ---------------------------------------- | ----------------------------------------- |
| Аффективно-лабильный                     | —                                         |
| Аффективно-экзальтированный              | Лабильный                                 |
| Возбудимый                               | Эпилептоидный                             |
| Гипертимический                          | Гипертимный                               |
| Демонстративный                          | Истероидный                               |
| Дистимический                            | Циклоидный                                |
| Застревающий                             | —                                         |
| Интровертированный                       | Шизоидный                                 |
| Педантичный                              | Психастенический                          |
| Тревожный (боязливый)                    | —                                         |
| Экстравертированный                      | Конформный                                |
| Эмотивный                                | —                                         |
| —                                        | Астено-невротический                      |
| —                                        | Неустойчивый                              |
| —                                        | Сенситивный                               |

За время существования понятия «акцентуация» было разработано несколько типологий акцентуированных личностей. Первая из них (1968 год) принадлежит автору концепции, Карлу Леонгарду. Следующая, получившая более широкую известность классификация от 1977 года, была разработана Андреем Евгеньевичем Личко и основывалась на классификации психопатий Ганнушкина, выполненной в 1933 году.